# Verrans kommun
Verrans kommun (norska: Verran kommune) var en kommun i Trøndelag fylke i Norge. Den administrativa huvudorten var tätorten Malm.

## Administrativ historik
Verrans kommun upprättades den 1 januari 1901 när den dåvarande kommunen Mosvik og Verran delades i två och de båda kommunerna Mosvik respektive Verran bildades. Kommunen hade 1 456 invånare vid upprättandet. Den omfattade då den västligaste delen av nuvarande Steinkjers kommun, den nordvästra delen av nuvarande Inderøy kommun (Fram-Verran, den norra delen av tidigare Mosviks kommun) samt en mindre del av nuvarande Indre Fosens kommun (området kring orten Verrabotn).
Den 1 januari 1964 gick Malms kommun upp i Verrans kommun. Kommunen ökade då från 1 803 invånare före sammanslagningen till 4 778 invånare efter.
Den 1 januari 1968 överfördes ett bebott område (Fram-Verran med 395 invånare) från Verrans kommun till Mosviks kommun.
Den 1 januari 2020 upplöstes kommunen och delades. Huvuddelen fördes till Steinkjers kommun medan området kring orten Verrabotn fördes till Indre Fosens kommun.

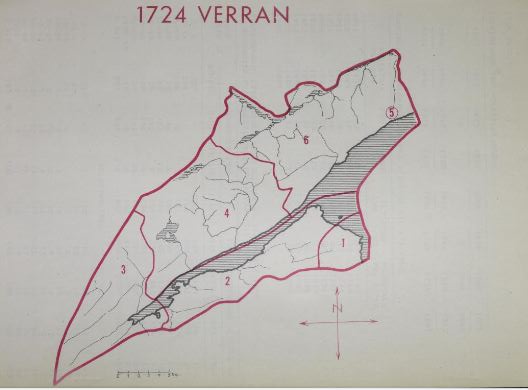
Karta över den tidigare kommunen som den såg ut 1960. Området är idag delat mellan de tre kommunerna Steinkjer, Inderøy och Indre Fosen.